# Brae
Brae (Oudnoords: Breiðeið - "de brede istmus") is een dorp op het Shetlandse hoofdeiland Mainland, en dus gelegen in het uiterste noorden van Schotland. 
Het dorp dankt zijn naam aan de 500 meter brede istmus die direct ten westen van het centrum het centraal gedeelte van Mainland scheidt van het noordwestelijke schiereiland Northmavine. De brede istmus wordt ook in contrast gebruikt met de twee kilometer meer naar het noordwesten gelegen Mavis Grind die met slechts een breedte van 33 meter de smalle istmus is. De inham ten zuiden van de landengte is verbonden met de Atlantische Oceaan, de inham ten noorden voert naar de Noordzee.
Brae was van oudsher een vissersdorp, maar met de bouw van de nabijgelegen Sullom Voe Oil Terminal in de jaren zeventig van de 20e eeuw groeide het snel en fuseerde het met het nabijgelegen dorp Northbrae. Nieuwe woonwijken, en een aantal hotels (eerst twee, dan drie, sinds 2020 terug twee) faciliteerden verblijfsmogelijkheden voor het personeel van de olie-industrie.
Bij de census van 2011 telde Brae 856 inwoners. Evengoed als het dorp welvaart haalde uit de aanleg en groei van de nabijgelegen industrie, veroorzaken lagere personeelsbehoeften door een dalende vraag van olie en gas evengoed een negatieve impact op de welvaart, groei en bevolkingsaantallen van het dorp. Op basis van de cijfers van de National Records of Scotland was de bevolking in juni 2019 gedaald tot zo'n 750 personen.
Door het dorpscentrum en over de landengte loopt de A970, de belangrijkste verbindingsroute op Mainland die van het uiterste noorden van het eiland tot het uiterste zuiden loopt, langs de hoofdplaats Lerwick. Het is de hoofdstraat van het dorp. Het gemeentelijk gemeenschapscentrum met ook zwembad, fitness en squashzalen, de politie, de brandweerkazerne, de scholen en een NHS-ziekenpost die de ruime omgeving van het dorp en het noorden van Mainland bedienen bevinden zich in Brae langs deze verkeersas. In het dorspcentrum takt van de A970 de B9076 af, dewelke in noordoostelijke richting op het eiland toegang tot Scatsta Airport, de Sullom Voe Oil Terminal en de naastliggende Shetland Gas Plant biedt. De olieterminal en aardgasinstallaties zijn de economische motor van de Shetlands, de luchthaven was van de jaren tachtig in de 20e eeuw tot de sluiting in juni 2020 een van de belangrijkste luchthavens van de eilandengroep.
Het dorp organiseert zijn eigen Up Helly Aa. Daar waar het hoofdfestival in Lerwick al op de laatste dinsdag van januari wordt georganiseerd, volgen de lokale edities in dorpen verspreid over de eilanden tot in maart. Het Delting Up Helly Aa in Brae (tot 2001 gekend als Brae Up Helly Aa) is traditioneel het laatste van de vuurfestivals dat georganiseerd wordt, en gaat door op de derde vrijdag van maart. Met de naam Delting wordt gerefereerd naar de naam van de civil parish en community council area Delting die naast Brae ook de noordelijker gelegen dorpen Mossbank en Voe (en het gebied van de Sullom Voe terminal) omvat.
Het dorp gaat er prat op dat het de meest noordelijke fish and chipsshop en afhaalchinees van het Verenigd Koninkrijk te huisvesten.

## Galerij

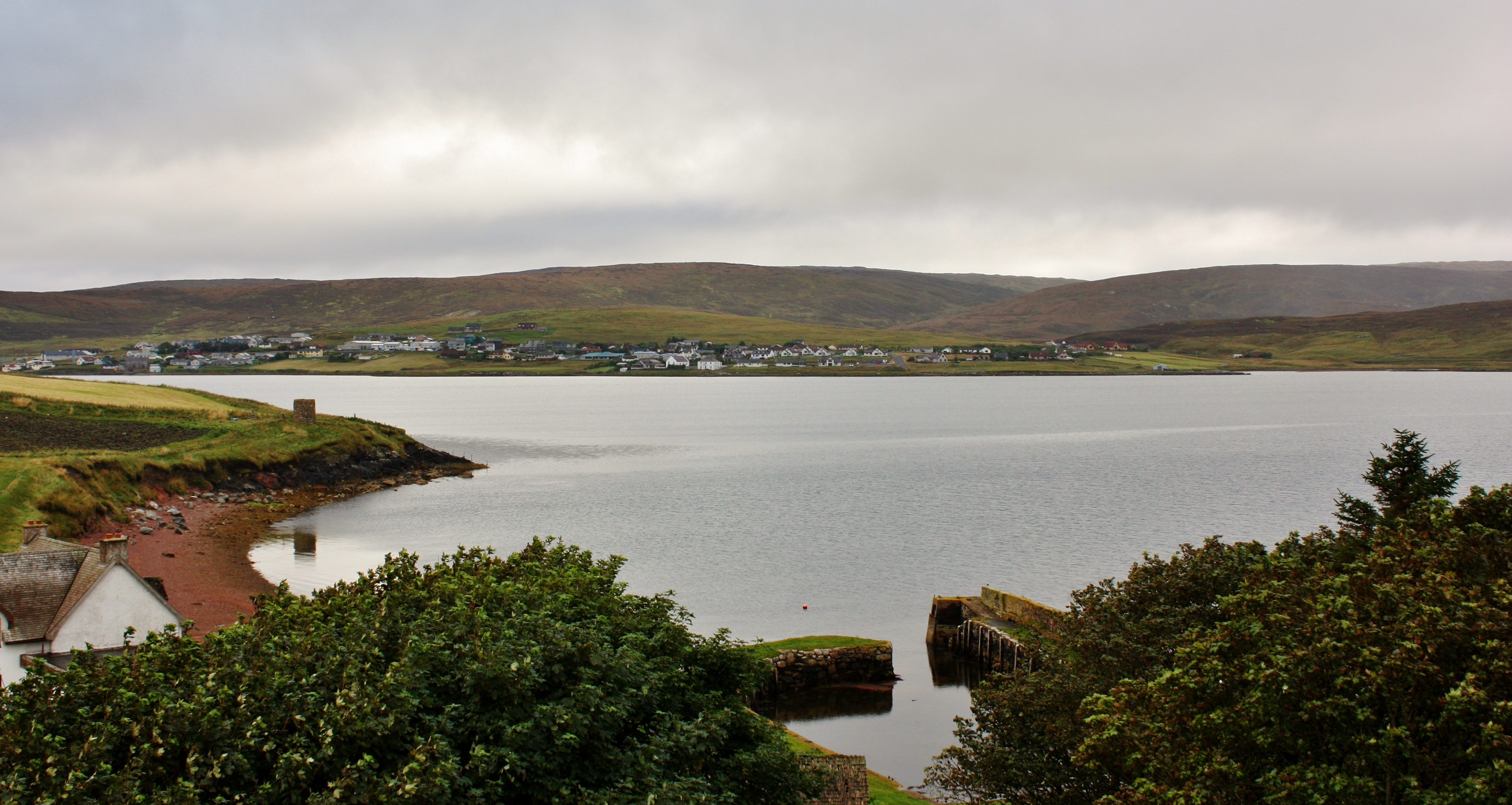
Zicht op Brae van aan de overkant van de inham, van uit het Busta House Hotel
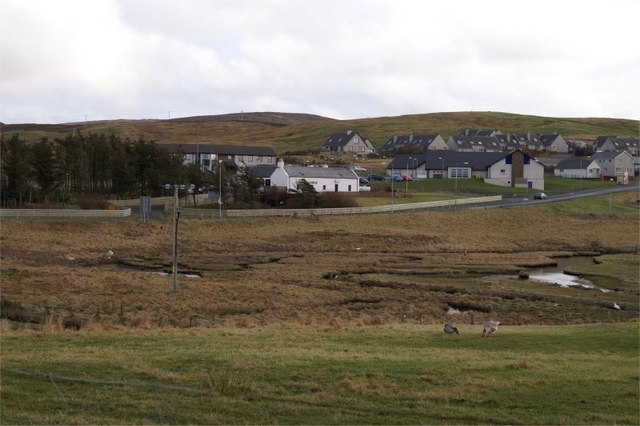
Zicht op enkele huizen van Brae
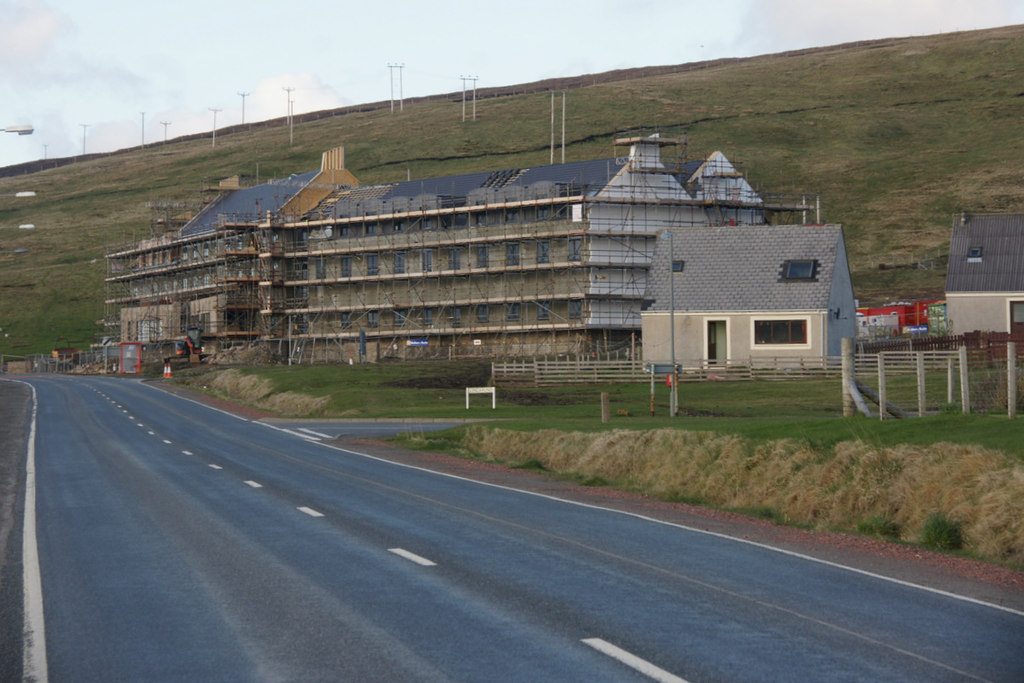
Constructie in 2013 van het Moorfield Hotel ten noorden van de dorpskern, in 2020 brandde het hotel volledig uit.